# Eupithecia depasta
Eupithecia depasta es una especie de polilla de la familia Geometridae. La especie fue descrita por primera vez por András Mátyás Vojnits habiendo sido descrita en 1994, con distribución en Gambia.